# Hugo Kołłątaj

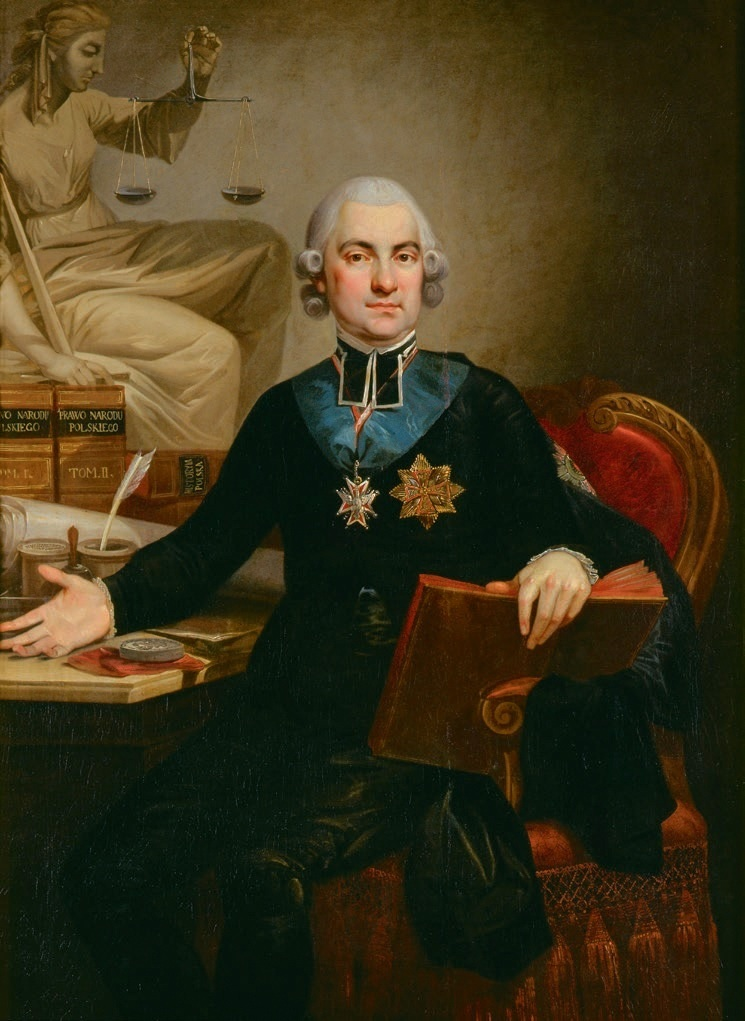
Hugo Kołłątaj, porträtiert von Józef Peszka (undatiert)

Wappen des Herb Kotwica, das Kołłątaj als Adliger führte

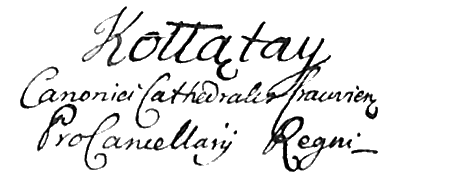
Autograf von Hugo Kołłątaj

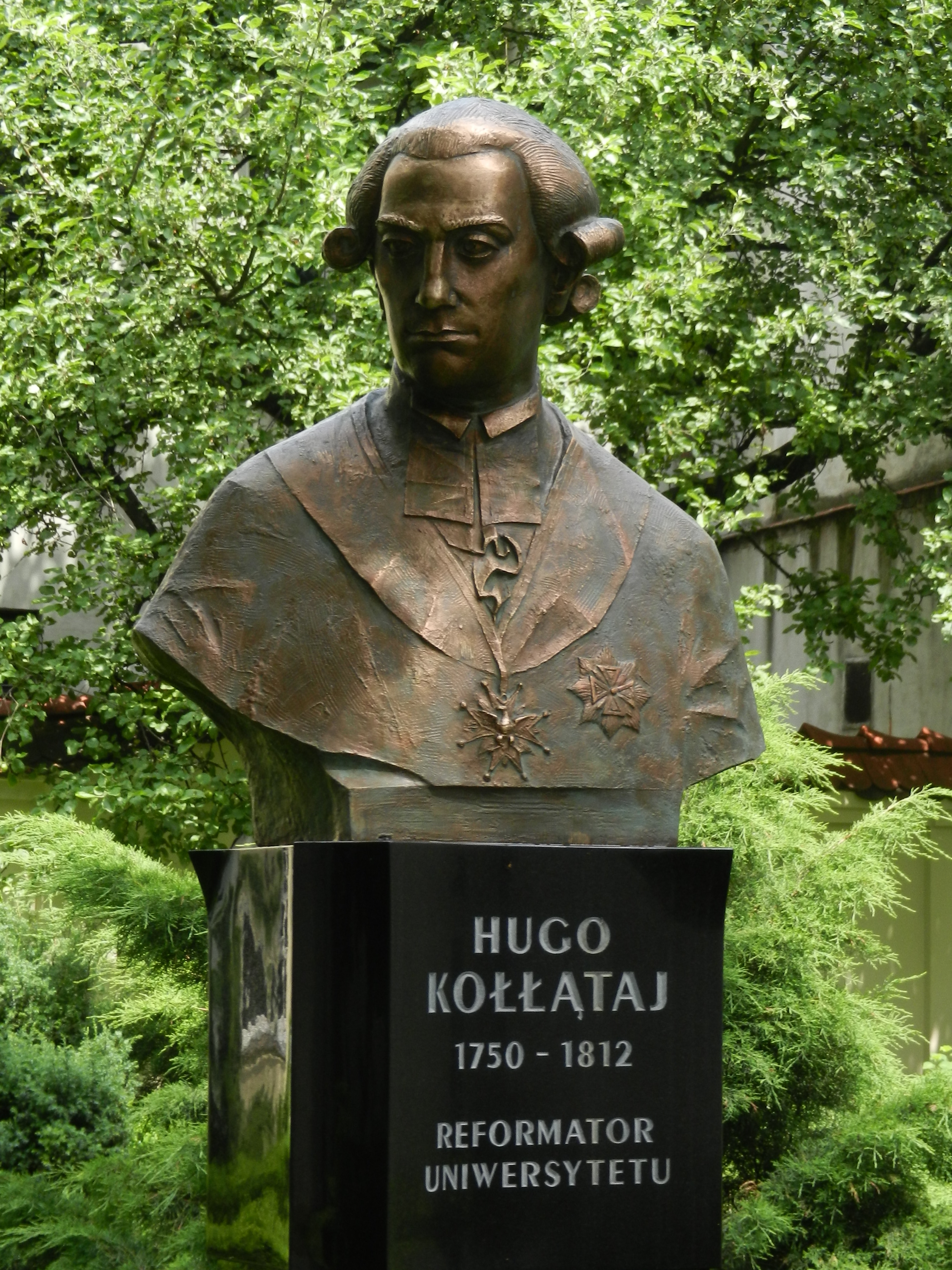
Büste Hugo Kołłątajs auf dem Hof des Kołłątaj-Collegiums UJ in Krakau

Hugo Kołłątaj (* 1. April 1750 in Dederkały Wielkie, Wolhynien; † 28. Februar 1812 in Warschau) war ein polnischer Adliger, Politiker, Publizist, katholischer Presbyter und Kanoniker, Satiriker, Schriftsteller, Geograf und Historiker sowie Rektor der Krakauer Akademie (1783–1786) und Rechtsreferendar des Großfürstentum Litauen (ab 1786). Er ist bekannt als bedeutendster Vertreter der Aufklärung in Polen-Litauen.

## Leben
Kołłątaj wurde in eine Adelsfamilie geboren, die im Südosten Polens lebte. Er besuchte eine Schule in Pinczów, bevor er zum Studium an die Krakauer Akademie ging. 1768 erwarb er den Grad eines Doktors der Philosophie und setzte sein Studium 1770 in Wien fort. 1774 begab er sich nach Rom, wo er weitere Doktortitel in Recht und Theologie erwarb und zum Priester geweiht wurde. Nach seiner Rückkehr nach Polen wurde er Domherr in Krakau, Geistlicher in Pinczów und Krzyżanowice Dolne.
Parallel dazu wurde er Mitarbeiter der Komisja Edukacji Narodowej (Kommission für Nationale Erziehung), der zentralen Reformeinrichtung während der Herrschaft König Stanisław August Poniatowskis, sowie der von ihr ins Leben gerufenen Gesellschaft für Elementarbücher (Towarzystwo do Ksiąg Elementarnych). Kołłątaj wirkte auch federführend an der Reform der Krakauer Akademie mit, deren Rektor er von 1782 bis 1786 wurde. Er führte Naturwissenschaften und polnische Literatur in das Lehrprogramm ein und ermöglichte Studenten aus dem Bürgertum den Zugang zum Studium. Als im Jahre 1788 der später als Vierjähriger Sejm bezeichnete, reguläre Sejm zu tagen begann, gehörte Kołłątaj zu den wichtigsten Akteuren auf Seiten des linken Flügels der sogenannten Reformpartei um Ignacy Potocki und Adam Kazimierz Czartoryski. In seinem vor allem gegen das Russland Katharinas II. gerichteten Programm plädierte er für eine weitgehende Modernisierung von Staat und Gesellschaft, einen historischen Kompromiss zwischen Adel und Bürgertum sowie eine massive Stärkung der Städte.
In der sogenannten Kołłątaj-Schmiede versammelte der Aufklärer einen Kreis von Publizisten um sich, der gemeinsam die Verfassung vom 3. Mai 1791 ausarbeitete. Gleichzeitig wurde er vom König zum stellvertretenden Kronkanzler ernannt, einem Amt, das er zwei Jahre ausübte. In diese Zeit fällt jedoch auch sein kurzzeitiges Exil in Dresden, als die Reformgegner der Konföderation von Targowica die Macht übernommen hatten. Aus dem Untergrund bereitete er den Protest gegen die inzwischen erfolgte Zweite Teilung Polens vor und initiierte den Kościuszko-Aufstand 1794, dessen wichtigste Texte, wie das Universal von Połaniec, er selbst verfasste. Als Mitglied der Rada Najwyższa Narodowa, des Obersten Nationalen Rates trat Kołłątaj für noch weitergehende Reformen wie die Befreiung der Bauern ein, die sich jedoch angesichts der Machtverhältnisse nicht durchsetzen ließen. Nach dem von russischen Truppen im Warschauer Vorort Praga am 4. November 1794 angerichteten Blutbad und endgültigen Scheitern des Aufstandes floh er aus Warschau. Bereits am 6. Dezember wurde er von österreichischen Truppen in Radymno verhaftet und in die Festung Przemyśl gebracht, wo er bis 1802 inhaftiert war.
Anschließend ging er nach Wolhynien zurück, wo er in Krzemieniec das Krzemieniec-Lyzeum mit begründete. Die ganze Zeit über wurde er überwacht. Als man ihn 1807 verdächtigte, den Kontakt zu Napoleon zu suchen, verhafteten ihn die russischen Behörden und brachten ihn nach Moskau. Jede Art von publizistischer oder politischer Tätigkeit wurde ihm verboten.
In den wenigen Jahren bis zu seinem Tod, die er in Warschau in damaligen Herzogtum Warschau verbringen durfte, versuchte er zwar an seine Ideen anzuknüpfen, fand jedoch kein Wirkungsfeld mehr.

## Werke
Als Publizist nahm Hugo Kołłątaj sich in erster Linie der Wissenschaft, Bildung und Erziehung an, und seine Werke waren Grundlage für die Verfassung vom 3. Mai 1791. Darin forderte er die Einführung der Erbmonarchie, die Abschaffung des Liberum Veto, die allgemeine Besteuerung aller Polen, die Eindämmung der Macht der Magnaten, einen risikobereiten Sejm und Bürgerrechte sowie die Freiheit der Bauernschaft (Frondienst gegen Zins).
Die bedeutendsten Werke Kołłątajs sind:
- Listy Anonima. Anonyme Briefe (1788–89)
- Prawo polityczne narodu polskiego. Das Politikrecht des polnischen Staates (1790)
- O ustanowieniu i upadku Konstytucji 3 Maja. Über die Begründung und Überführung der Verfassung vom 3. Mai
- Uwagi nad tą częścią ziemi polskiej, która od Traktatu Tylżyckiego zwać poczęto Księstwem Warszawskim. Kommentare zu jenem Teil Polens, der durch den Frieden von Tilsit Herzogtum Warschau benannt ist (1808)
- Rozbiór krytyczny zasad historii o początkach rodu ludzkiego, czyli racjonalistycznie pojęty wstęp do historii. Kritische Analyse der Geschichte von Menschenbeginn an oder rationalistische, gescheite Einführung in die Geschichte (postum 1842)
- Stan oświecenia w Polsce w ostatnich latach panowania Augusta III. Der Stand der Aufklärung in Polen während der letzten Jahre der Königsherrschaft Augusts III.
- Porządek filozoficzno-moralny. Die philosophisch-moralische Ordnung (1810)
- Naukowe podstawy polityki. Die wissenschaftliche Grundlage der Politik